# Wierzchowo (gromada w powiecie szczecineckim)
Wierzchowo – dawna gromada, czyli najmniejsza jednostka podziału terytorialnego Polskiej Rzeczypospolitej Ludowej w latach 1954–1972.
Gromady, z gromadzkimi radami narodowymi (GRN) jako organami władzy najniższego stopnia na wsi, funkcjonowały od reformy reorganizującej administrację wiejską przeprowadzonej jesienią 1954 do momentu ich zniesienia z dniem 1 stycznia 1973, tym samym wypierając organizację gminną w latach 1954–1972.
Gromadę Wierzchowo z siedzibą GRN w Wierzchowie utworzono – jako jedną z 8759 gromad na obszarze Polski – w powiecie szczecineckim w woj. koszalińskim na mocy uchwały nr 43/54 WRN w Koszalinie z dnia 5 października 1954. W skład jednostki weszły obszary dotychczasowych gromad Wierzchowo, Kwakowo, Grąbczyn i Stare Wierzchowo ze zniesionej gminy Spore w tymże powiecie. Dla gromady ustalono 11 członków gromadzkiej rady narodowej.
1 stycznia 1958 do gromady Wierzchowo włączono wieś Krągłe ze zniesionej gromady Czechy oraz wieś Drężno ze zniesionej gromady Kazimierz w tymże powiecie.
31 grudnia 1968 do gromady Wierzchowo włączono obszar zniesionej gromady Spore (bez wsi Dalęcinko i Gałowo oraz bez obszaru gruntów PGR Skotniki) oraz wieś Kurowo ze zniesionej gromady Iwin w tymże powiecie.
Gromada przetrwała do końca 1972 roku, czyli do kolejnej reformy gminnej. 1 stycznia 1973 w powiecie szczecineckim utworzono gminę Wierzchowo (zniesioną w 1976 roku).
Uwaga: Nie mylić z pobliską gromadą Wierzchowo w powiecie drawskim.